# Phoradendron buchtienii
Phoradendron buchtienii är en sandelträdsväxtart som beskrevs av Kuijt. Phoradendron buchtienii ingår i släktet Phoradendron och familjen sandelträdsväxter. Inga underarter finns listade i Catalogue of Life.